# Assas
Assas is een gemeente in het Franse departement Hérault in de regio Occitanie. De gemeente werd op 1 januari 2017 overgeheveld van het arrondissement Montpellier naar het arrondissement Lodève. Assas telde op 1 januari 2022 1.430 inwoners.

## Geografie
De oppervlakte van Assas bedroeg op 1 januari 2022 19,11 vierkante kilometer; de bevolkingsdichtheid was toen 74,8 inwoners per km².

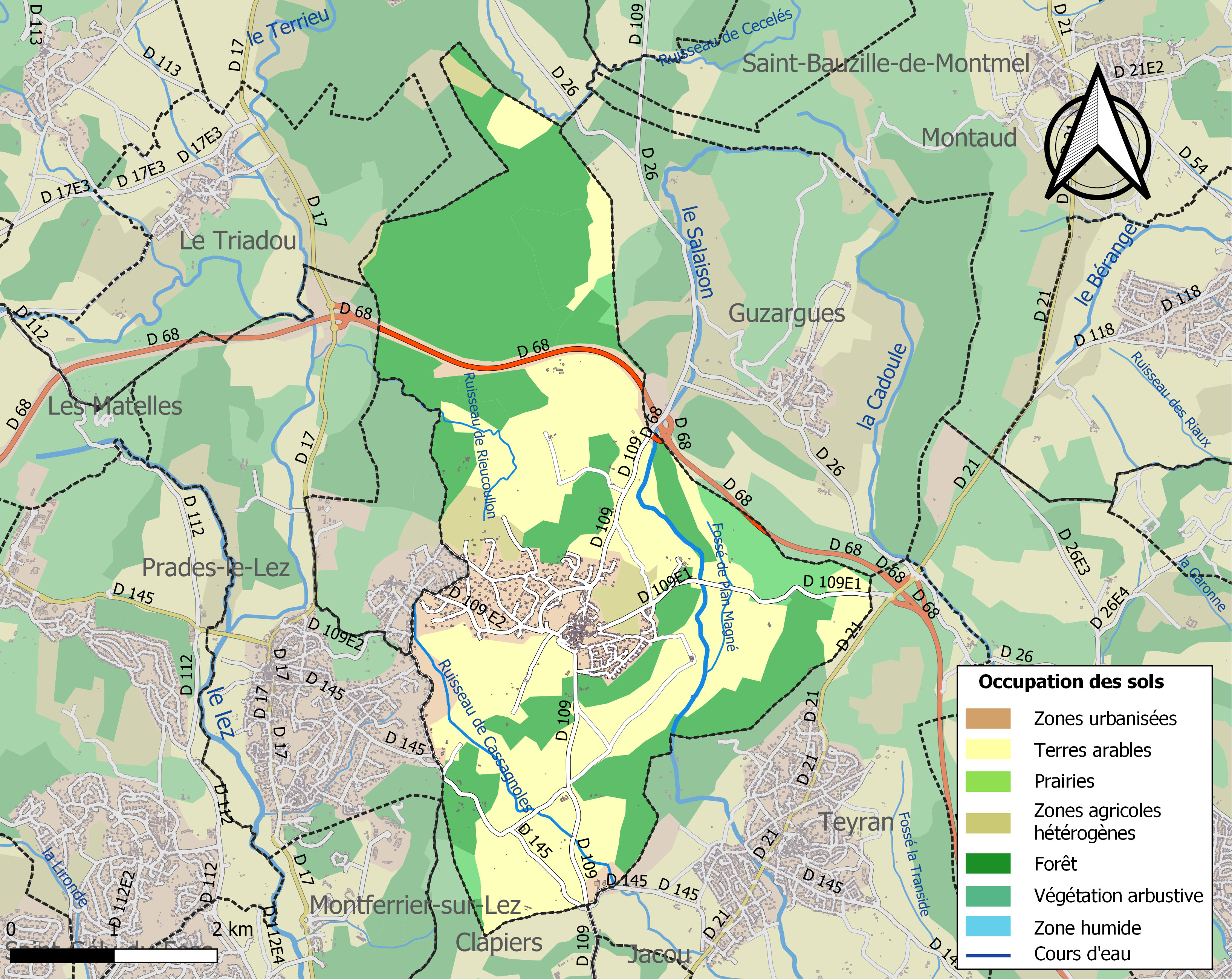
Kaart van de gemeente met belangrijkste infrastructuur, bodemgebruik en omliggende gemeenten

## Demografie
Onderstaande figuur toont het verloop van het inwonertal (bron: INSEE-tellingen).